# Quitebuga (general)
Quedebuga (Kedbuga), Quedebuca (Ked-Buqa), Quitebuga (Kitbuga) ou Quetebuga (Ketbuga; m. 1260) foi um oficial mongol da tribo dos naimanos do século XIII.

## Vida
Quedebuga era da tribo dos naimanos. Iniciou sua carreira servindo como mordomo da corte (baurchi). Em 1252, foi enviado com 5 000 homens para conquistar Girdecu e outras fortalezas da Ordem dos Assassinos no Cuzestão. Várias fortalezas foram assaltadas de maio de 1253 a novembro de 1254 e Girdecu foi cercada, mas sem sucesso. Em maio de 1256, com a chegada de tropas sob Hulegu Cã (r. 1256–1265), Quedebuga devastou a cidade de Tum (entre Caiém e Tabas) antes de comandar a ala esquerda de Hulegu em seu avanço ao interior do território assassino na cordilheira Elbruz em setembro-novembro. Na campanha de Hulegu contra Bagdá (1257–1258), também comandou a ala esquerda, saqueando cidadelas no Lurestão e Cuzistão antes de convergir para Bagdá.
Na invasão da Síria de Hulegu, Quedebuga serviu na vanguarda, com 10 000 mongóis e 500 auxiliares georgianos e armênios. No avanço, aceitou a rendição de Damasco em 14 de fevereiro de 1260 e subjugou as cidadelas no atual Líbano e rio Jordão. Se encontrou com o sultão mameluco Cutuz (r. 1259–1260) na Batalha de Aim Jalute em 3 de setembro de 1260. As forças sultanais eram muito superiores, mas ele não recusou, sendo capturado e executado, enquanto sua família foi capturada no Líbano. Por sua coragem, Hulegu recompensou ricamente seus parentes sobreviventes. Quedebuga, como cristão, apoiou a causa cristã enquanto esteve no Levante.